# Spiritual Genocide
Spiritual Genocide – dwunasty album studyjny thrash metalowego zespołu Destruction wydany 23 listopada 2012 przez wytwórnię Nuclear Blast.

## Lista utworów
1. „Exordium” – 1:02
2. „Cyanide” – 3:23
3. „Spiritual Genocide” – 3:39
4. „Renegades” – 4:01
5. „City of Doom” – 4:01
6. „No Signs of Repentance” – 3:24
7. „To Dust You Will Decay” – 4:21
8. „Legacy of the Past” – 4:50
9. „Carnivore” – 4:28
10. „Riot Squad” – 4:12
11. „Under Violent Sledge” – 4:09

## Twórcy
| Destruction w składzie - Marcel Schirmer – wokal, gitara basowa - Mike Sifringer – gitara, inżynier dźwięku (gitary, gitara basowa) - Wawrzyniec Dramowicz – perkusja Personel - Gyula Havancsák – projekt graficzny, projekt okładki - Kai Swillus – zdjęcia - Andy Classen – miksowanie, mastering - Martin Buchwalter – inżynier dźwięku (wokal, perkusja) | Gościnnie - Harry Wilkens – gitara prowadząca (3, 6, 9, 13), wokal wspierający (3, 5) - Oliver Kaiser – perkusja (13), wokal wspierający (3, 5) - Ol Drake – gitara prowadząca (4, 6, 12) - Inga Pulver – wokal wspierający (3, 5) - V.O. Pulver – wokal wspierający (3, 5) - Matthias „Metti” Zimmer – wokal wspierający - Björn Kluth – wokal wspierający - Andreas Fritz Johannes – śpiew (8) - Tom Angelripper – śpiew (8) |